# Gustave Emmanuel Roy
Pour les articles homonymes, voir Roy.
Gustave Emmanuel Roy (13 novembre 1823 à Paris - 20 décembre 1912 à Paris) est un négociant parisien de la seconde moitié du XIXe siècle.

## Biographie
Fils d'Auguste Emmanuel Roy, négociant et industriel du textile à Reims, et d'Annette Carcenac (sœur de Henry-Gustave Carcenac), il a une sœur, Clara, plus jeune que lui. Sa famille est protestante depuis des générations. Il devient associé de « Carcenac & Roy » en 1847, puis de « Gustave Roy & Cie » en 1862. À la tête de sa société « Roy frères », il gravit les échelons et accède à la notoriété dans le cercle fermé des patrons parisiens, dans lequel il s'impose en fervent défenseur du libre-échange. Il devient même millionnaire, ce qui lui permet, pour remercier son épouse, née Berger, de la naissance de sa fille Isabelle, après la mort en bas âge d'une des aînés, Hélène, d'acheter une "campagne", le château du Faÿ, non loin d'Andrésy. 
Élu en 1878 au conseil de direction de la Chambre de commerce et d'industrie de Paris, il se lance dans la création de l'école des hautes études commerciales de Paris (connue aujourd'hui sous le nom de HEC Paris). Le 3 décembre 1881, c'est en tant que président de la Chambre de Commerce qu'il inaugure l'école, qui s'installe alors Boulevard Malesherbes. Président de la Chambre de commerce de Paris de 1881 à 1883, il est vice-président de la Société d'encouragement pour l'industrie nationale, membre du Conseil consultatif des arts et manufactures et du Conseil supérieur de l'Agriculture.
Gustave Roy fut également président du conseil de la compagnie d'assurances « La France » et membre du conseil d'administration des Chemins de fer de l'État, poste dans lequel il milita pour une révolution des méthodes de tarification.
Il fut aussi président du conseil d'administration du journal L'Économiste français.
Il a été propriétaire du château du Faÿ, situé à Andrésy, du château d'Issan et du château Brane-Cantenac avec son beau frère Casimir Berger.
Marié à la sœur de Georges Berger, il est le père de Gustave Roy (marié à Marie Mirabaud) et de Ferdinand Roy (marié à Hélène Seydoux), ainsi que le beau-père d'Emile Thurneyssen. Ses deuxième (Hélène) et cinquième  (Georges) enfants meurent en bas âge. 
Il est inhumé au cimetière du Père-Lachaise (3e division).

## Distinctions
- Commandeur de la Légion d'honneur (1881)

## Publications
- Question des banques, 1865
- 1823-1906. Souvenirs, 1906

## Sources
- Albert Maumene, Le Château d'Issan. À la famille de Gustave Roy, Cantenac (Gironde), 1921
- La Chambre de commerce et d'industrie de Paris (1803-2003): histoire d'une institution, 2003
- Alain Plessis, La Banque de France et ses deux cents actionnaires sous le Second Empire, 1982
- Vincent Gourdon, Les grands-parents en France du XVIIe siècle au début du XXe, Volume 1, 2001
- Gustave Emmanuel Roy, Souvenirs, 1912